# Krautergersheim
Krautergersheim település Franciaországban, Bas-Rhin megyében. Lakosainak száma 1767 fő (2022. január 1.). Krautergersheim Bischoffsheim, Hindisheim, Meistratzheim és Obernai községekkel határos.

## Népesség
A település népességének változása:
| Lakosok száma | 1715 | 1682 | 1693 | 1680 | 1697 | 1715 | 1728 | 1745 | 1767 |
|               | 2013 | 2015 | 2016 | 2017 | 2018 | 2019 | 2020 | 2021 | 2022 |